# HMS Oswald (N58)
HMS Oswald (N58) là một  tàu ngầm lớp Odin được Hải quân Hoàng gia Anh chế tạo vào cuối thập niên 1920. Nó là chiếc tàu chiến duy nhất của Hải quân Anh được đặt cái tên này. Nhập biên chế năm 1929, nó được phái sang phục vụ tại Viễn Đông cho đến năm 1938, và được điều sang tăng cường cho lực lượng tại Địa Trung Hải khi Chiến tranh Thế giới thứ hai bùng nổ. Trong chuyến tuần tra về phía Đông Sicilia, Oswald bị tàu khu trục Ý Ugolino Vivaldi đánh chìm ngoài khơi Calabria vào ngày 1 tháng 8, 1940.

## Thiết kế và chế tạo

### Thiết kế
Lớp Odin được chế tạo với một thiết kế được cải biến, có kích thước lớn hơn chiếc nguyên mẫu HMS Oberon. Nó có chiều dài chung 283 ft 6 in (86,41 m), mạn tàu rộng 30 ft (9,1 m) và mớn nước sâu 16 ft 1 in (4,90 m). Nó có trọng lượng choán nước 1.781 tấn Anh (1.810 t) khi nổi và 2.083 tấn Anh (2.116 t) khi lặn. Con tàu được vận hành bằng hai động cơ diesel Admiralty công suất 2.950 bhp (2.200 kW) cùng hai động cơ điện công suất 1.350 shp (1.010 kW), mỗi chiếc dẫn động một trục chân vịt. Nó đạt được tốc độ tối đa 15 kn (28 km/h) trên mặt nước và 9 kn (17 km/h) khi di chuyển ngầm.
Lớp Odin có thủy thủ đoàn đầy đủ 53 đến 55 người. Con tàu trang bị một hải pháo QF 4-inch/40 Mk IV, hai súng máy Lewis, cùng tám ống phóng ngư lôi 533 milimét (21,0 in), gồm sáu ống trước mũi và hai ống phía đuôi. Nó có thể mang theo tổng cộng 24 ngư lôi 21 in (530 mm).

### Chế tạo
Oswald được đặt lườn tại xưởng tàu của hãng Vickers-Armstrongs tại Barrow-in-Furness vào ngày 30 tháng 5, 1927. Nó được hạ thủy vào ngày 19 tháng 6, 1928 và nhập biên chế cùng Hải quân Hoàng gia Anh vào ngày 1 tháng 5, 1929.

## Lịch sử hoạt động
Sau khi phục vụ cùng Chi hạm đội tàu ngầm 5 tại Portsmouth trong giai đoạn 1929-1930, Oswald được cử sang Viễn Đông, nơi nó phục vụ cùng Chi hạm đội tàu ngầm 5 đặt căn cứ tại Hong Kong từ năm 1930 đến năm 1937, rồi quay trở lại Portsmouth cho đến năm 1939. Khi Chiến tranh Thế giới thứ hai nổ ra tại Châu Âu, Oswald được điều động gia nhập Chi hạm đội tàu ngầm 1 đặt căn cứ tại Malta, đi ngang qua Gibraltar và đi đến Malta vào ngày 1 tháng 9, 1939.
Sau khi trải qua một đợt tái trang bị ngắn trong ụ tàu tại Malta từ ngày 7 đến ngày 20 tháng 10, 1939, Oswald thực hiện chuyến tuần tra trong vịnh Patras, Hy Lạp từ ngày 9 đến ngày 24 tháng 12. Chiếc tàu ngầm chuyển căn cứ hoạt động từ Malta đến Alexandria, Ai Cập vào giữa tháng 5, 1940, và lại có một chuyến tuần tra tại khu vực eo biển Karpathos, Hy Lạp từ ngày 11 tháng 6 đến ngày 7 tháng 7.
Oswald khởi hành từ Alexandria vào ngày 20 tháng 7 cho chuyến tuần tra tại khu vực phía Đông Sicilia, Ý. Đến ngày 30 tháng 7, nó phát hiện một đoàn tàu vận tải bao gồm nhiều tàu buôn đang băng qua eo biển Messina để tiến vào biển Ionian. Sau khi tấn công nhưng không đem lại kết quả, nó báo cáo về căn cứ tọa độ của mục tiêu.

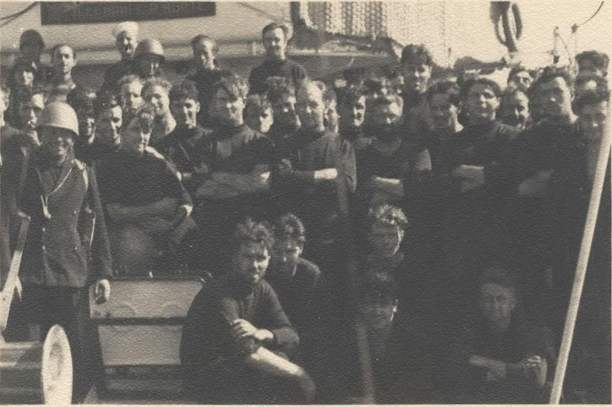
Những người sống sót từ HMS Oswald trên tàu khu trục Ugolino Vivaldi

Sang ngày hôm sau, ở vị trí khoảng 12 nmi (22 km) về phía Nam mũi Spartivento, Calabria, các tàu khu trục Ý hộ tống cho đoàn tàu đã phát hiện Oswald đang đi trên mặt nước ở khoảng cách 2,5 km (2.700 yd). Tàu khu trục Ugolino Vivaldi, đang ở vị trí gần nhất, đã áp sát và tấn công bằng cách húc vào chiếc tàu ngầm. Hị hư hại, hạm trưởng của Oswald ra lệnh bỏ tàu và tự đánh đắm tại tọa độ 37°46′B 16°16′Đ / 37,767°B 16,267°Đ; ba thành viên thủy thủ đoàn đã tử trận, và 52 người khác được Ugolino Vivaldi cứu vớt và bắt làm tù binh chiến tranh.